# Mole

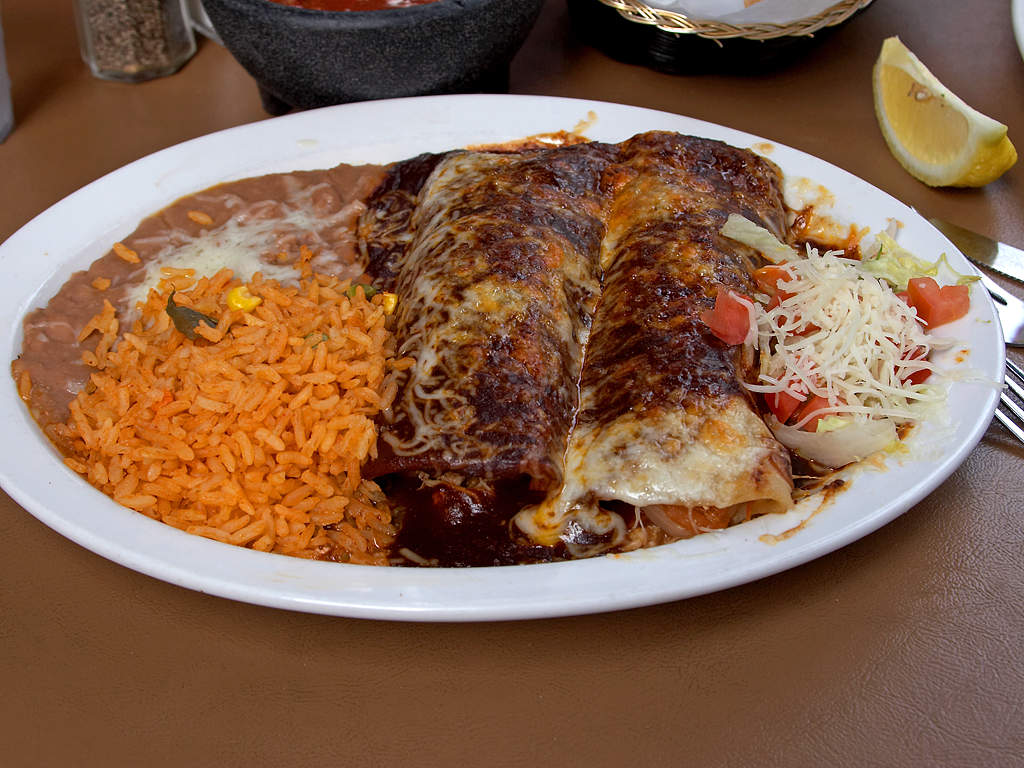
Mole och enchiladas.

Mole är en sås från Mexiko. Mole kan tillverkas med frukt, nötter, frön, chili, choklad, anis, kanel och andra kryddor. Mole används vanligen som sås till kyckling eller fläsk.
Det finns en uppsjö olika recept, huvudsakligen uppdelat på svart, röd och grön mole. Svart mole är typisk för delstaten Oaxaca, medan röd mole (även mole poblano – från Puebla) är den mest populära i dagens Mexiko.